# Cosmic Conflict
Cosmic Conflict utkom 1978 och är ett spel till Philips Magnavox Odyssey². Spelet var ett 2D Shoot 'em up spel där en eller flera spelare kunde spela på olika svårighetsgrader. Spelets handling var väldigt vanlig under denna tid: Man styr stjärnfarkosten Centurion och skall försvara Jorden mot utomjordingar som försöker anfalla. Spelet sålde ganska dåligt, frånsett Brasilien och Europa.

## Spelet
Cosmic Conflict är ett förstapersonsskjutspel där man reser genom rymden, medan planeter syns i bakgrunden, och skjuter mot fienden. Poängen baseras på hur många fiender man lyckas skjuta ner.